# Lucius Munatius Plancus (consul in 13)
Lucius Munatius Plancus (PIR² M 729) was een Romeins politicus.
Lucius was de zoon van Lucius Munatius Plancus (consul in 42 v.Chr.). Hij was in 13 n.Chr. consul samen met Gaius Silius. Het jaar daarop (14 n.Chr.) werd hij door de senaat gestuurd naar de - na de dood van Augustus - opstandige legioenen van Germanicus in het gebied van de Ubii, en ontsnapte daarbij ternauwernood aan de dood.

## Antieke bronnen
- Cassius Dio, LVI 28.
- Suetonius, Vita divi Augusti 101.
- Tacitus, Annales I 39.

## Referentie
- art. Plancus (6), in W. Smith (ed.), A Dictionary of Greek and Roman Biography and Mythology, III, Boston, 1867, pp. 385.